# Liga Checa de Fútbol 2025-26
La Liga de Fútbol de la República Checa 2025-26 (también conocida como Chance Liga por razones de patrocinio) es la 33.ª edición de la máxima competición profesional de fútbol en República Checa. El torneo comenzó el 18 de julio de 2025 y finalizará en 2026.
Un total de 16 equipos participan en la competición, incluyendo 13 equipos de la temporada anterior, 1 proveniente de la Chance Národní Liga 2024-25 y 2 ganadores del playoff.
El Slavia Praga es el campeón defensor.

## Sistema de competición
La competición consta de un grupo único integrado por dieciséis clubes de toda la geografía republica checa. Siguiendo un sistema de liga, los dieciséis equipos se enfrentan todos contra todos en dos ocasiones, una en campo propio y otra en campo contrario, sumando un total de 30 jornadas. El orden de los encuentros se decide por sorteo antes de empezar la competición y la clasificación final se establece teniendo en cuenta los puntos obtenidos en cada enfrentamiento, a razón de tres por partido ganado, uno por empate y ninguno en caso de derrota.

### Clasificación para competiciones europeas
Los dos mejores equipos se clasificarán para la Liga de Campeones de la UEFA 2026-27. El campeón de la MOL Cup 2025-26 y el siguiente mejor equipo ubicado no clasificados a la Liga de Campeones de la UEFA 2026-27 clasificarán a la Liga Europa de la UEFA 2026-27. El siguiente mejor equipo ubicado y no clasificado a la Liga de Campeones de la UEFA 2026-27 y a la Liga Europa de la UEFA 2026-27 clasificará a la Liga Conferencia de la UEFA 2026-27 y los últimos dos descenderán a la Chance Národní Liga 2026-27.
No obstante, esta distribución se puede ver alterada si alguno de los equipos que han obtenido una plaza en alguna competición europea a través de las competiciones nacionales hubiera obtenido una plaza diferente tras la consecución de algún título europeo en la misma temporada, o hubiera obtenido dos plazas distintas en competiciones nacionales (una a través de la Liga y otra a través de la Copa), provocando así las siguientes dos excepciones:
- Excepción de la Copa de la República Checa: Si un equipo obtiene una plaza para la Liga Europa de la UEFA por ganar la Copa de la República Checa, pero finaliza la temporada entre los dos primeros clasificados de la Chance Liga, la plaza obtenida en Copa pasa al tercer clasificado, siendo el equipo clasificado en quinto lugar quien acceda a la plaza de la Liga Conferencia de la UEFA.

## Relevos
| Pos. | Descendidos a Chance Národní Liga |
| ---- | --------------------------------- |
| 16.º | Dynamo České Budějovice           |

| Pos. | Ascendidos de Chance Národní Liga |
| ---- | --------------------------------- |
| 1.º  | Trinity Zlín                      |

## Información
| Equipo         | Ciudad           | Entrenador          | Estadio                                     | Capacidad |
| -------------- | ---------------- | ------------------- | ------------------------------------------- | --------- |
| Baník Ostrava  | Ostrava          | Pavel Hapal         | Městský stadion                             | 15 123    |
| Bohemians 1905 | Vršovice         | Jaroslav Veselý     | Ďolíček                                     | 5 000     |
| Dukla Praga    | Praga            | David Holoubek      | Stadion Juliska                             | 8 150     |
| Hradec Králové | Hradec Králové   | David Horejš        | Malšovická aréna                            | 9 300     |
| Jablonec       | Jablonec         | Luboš Kozel         | Stadion Střelnice                           | 6 108     |
| Karviná        | Karviná          | Martin Hyský        | Městský stadion                             | 4 833     |
| Mladá Boleslav | Mladá Boleslav   | Aleš Majer          | Městský stadion                             | 5 000     |
| Pardubice      | Pardubice        | David Střihavka     | CFIG Arena                                  | 4 620     |
| Sigma Olomouc  | Olomouc          | Tomáš Janotka       | Andrův stadion                              | 12 566    |
| Slavia Praga   | Praga            | Jindřich Trpišovský | Fortuna Arena                               | 19 370    |
| Slovan Liberec | Liberec          | Radoslav Kováč      | Stadion u Nisy                              | 9 900     |
| Slovácko       | Uherské Hradiště | Jan Kameník         | Městský fotbalový stadion Miroslava Valenty | 8 121     |
| Sparta Praga   | Praga            | Brian Priske        | Generali Arena                              | 18 349    |
| Teplice        | Teplice          | Zdenko Frťala       | Na Stínadlech                               | 17 078    |
| Trinity Zlín   | Zlín             | Bronislav Červenka  | Estadio Letná                               | 5 898     |
| Viktoria Plzen | Pilsen           | Miroslav Koubek     | Doosan Arena                                | 11 700    |

## Localización
| Región          | N.º | Equipos                                                  |
| --------------- | --- | -------------------------------------------------------- |
| Praga           | 4   | Bohemians 1905, Dukla Praga, Slavia Praga y Sparta Praga |
| Moravia-Silesia | 2   | Baník Ostrava y Karviná                                  |
| Liberec         | 2   | Jablonec y Slovan Liberec                                |
| Zlín            | 2   | Slovácko y Trinity Zlín                                  |
| Bohemia Central | 1   | Mladá Boleslav                                           |
| Hradec Králové  | 1   | Hradec Králové                                           |
| Olomouc         | 1   | Sigma Olomouc                                            |
| Pardubice       | 1   | Pardubice                                                |
| Pilsen          | 1   | Viktoria Plzen                                           |
| Ústí nad Labem  | 1   | Teplice                                                  |

## Clasificación

### Tabla de posiciones
| Pos. | Equipo         | Pts. | PJ | G | E | P | GF | GC | Dif. | Clasificación 2025-26 |
| ---- | -------------- | ---- | -- | - | - | - | -- | -- | ---- | --------------------- |
| 1    | Sparta Praga   | 13   | 5  | 4 | 1 | 0 | 10 | 4  | +6   | Grupo Campeonato      |
| 2    | Slavia Praga   | 11   | 5  | 3 | 2 | 0 | 9  | 3  | +6   | Grupo Campeonato      |
| 3    | Trinity Zlín   | 10   | 5  | 3 | 1 | 1 | 8  | 5  | +3   | Grupo Campeonato      |
| 4    | Sigma Olomouc  | 10   | 5  | 3 | 1 | 1 | 4  | 2  | +2   | Grupo Campeonato      |
| 5    | Jablonec       | 9    | 5  | 2 | 3 | 0 | 6  | 3  | +3   | Grupo Campeonato      |
| 6    | Karviná        | 9    | 5  | 3 | 0 | 2 | 7  | 5  | +2   | Grupo Campeonato      |
| 7    | Viktoria Plzen | 8    | 5  | 2 | 2 | 1 | 12 | 5  | +7   | Grupo Europa          |
| 8    | Slovan Liberec | 7    | 5  | 2 | 1 | 2 | 8  | 9  | −1   | Grupo Europa          |
| 9    | Bohemians 1905 | 6    | 5  | 2 | 0 | 3 | 3  | 7  | −4   | Grupo Europa          |
| 10   | Slovácko       | 5    | 5  | 1 | 2 | 2 | 5  | 5  | 0    | Grupo Europa          |
| 11   | Dukla Praga    | 5    | 5  | 1 | 2 | 2 | 3  | 5  | −2   | Grupo Descenso        |
| 12   | Mladá Boleslav | 4    | 5  | 1 | 1 | 3 | 10 | 16 | −6   | Grupo Descenso        |
| 13   | Teplice        | 3    | 4  | 1 | 0 | 3 | 5  | 8  | −3   | Grupo Descenso        |
| 14   | Hradec Králové | 2    | 5  | 0 | 2 | 3 | 6  | 10 | −4   | Grupo Descenso        |
| 15   | Baník Ostrava  | 1    | 3  | 0 | 1 | 2 | 2  | 4  | −2   | Grupo Descenso        |
| 16   | Pardubice      | 1    | 4  | 0 | 1 | 3 | 5  | 11 | −6   | Grupo Descenso        |

Actualizado a los partidos jugados el 19 de agosto de 2025.
 Fuente: Chance Liga

### Tabla de resultados
| Local \ Visitante | BAN | BOH | DKP | HRA | JAB | KAR | MLA | PAR | SIG | SLA | SLO | FCS | SPA | TEP | TRI | VIK |
| ----------------- | --- | --- | --- | --- | --- | --- | --- | --- | --- | --- | --- | --- | --- | --- | --- | --- |
| Baník Ostrava     | —   |     |     |     |     | 1–2 |     | Apl |     |     |     |     |     |     |     |     |
| Bohemians 1905    | 1–0 | —   |     |     | 0–1 |     |     |     |     | 0–2 |     |     |     |     |     |     |
| Dukla Praga       | 1–1 |     | —   |     |     |     |     |     |     |     |     |     |     |     |     | 2–0 |
| Hradec Králové    |     |     |     | —   |     | 1–2 |     | 1–1 |     |     |     |     |     |     |     |     |
| Jablonec          |     |     |     | 2–0 | —   |     |     |     |     | 1–1 |     |     | 1–1 |     |     |     |
| MFK Karviná       |     | 1–2 | 2–0 |     |     | —   |     |     |     |     |     |     |     |     | 0–1 |     |
| Mladá Boleslav    |     |     |     | 3–2 |     |     | —   |     |     |     | 3–3 |     |     |     |     | 0–5 |
| Pardubice         |     |     |     |     |     |     |     | —   |     |     |     |     | 1–3 |     |     | 1–5 |
| Sigma Olomouc     |     |     | 0–0 |     |     |     |     |     | —   |     | 2–1 |     |     |     | 1–0 |     |
| Slavia Praga      |     |     |     | 2–2 |     |     |     |     |     | —   |     |     | a   | 3–0 |     |     |
| Slovan Liberec    |     |     | 2–0 |     |     |     |     | 2–1 |     |     | —   |     | 0–2 |     |     |     |
| Slovácko          |     |     |     |     |     |     |     |     | 0–1 | 0–1 |     | —   |     | 2–1 |     |     |
| Sparta Praga      |     |     |     |     |     |     | 3–2 |     | 1–0 | a   |     |     | —   |     |     |     |
| Teplice           |     | 3–0 |     |     |     |     |     |     |     |     |     |     |     | —   | 1–3 |     |
| Trinity Zlín      |     |     |     |     |     |     | 3–2 |     |     |     |     | 1–1 |     |     | —   |     |
| Viktoria Plzeň    |     |     |     |     | 1–1 |     |     |     |     |     |     | 1–1 |     |     |     | —   |